# Dixeia leucophanes
Dixeia leucophanes é uma borboleta da família Pieridae. Pode ser encontrada nos seguintes países: Zâmbia, Moçambique e Zimbábue. O habitat consiste em florestas e bosques pesados.